# Aspius
Genre
Aspius est un genre de poissons téléostéens d'eau douce de la famille des Cyprinidae.

## Liste des espèces
Selon ITIS (13 mai 2011) :
- Aspius aspius (Linnaeus, 1758)
- Aspius vorax Heckel, 1843